# Émile Perreau-Saussine
Émile Perreau-Saussine (22 septembre 1972 – 23 février 2010) est un professeur d’histoire de la pensée politique en France et au Royaume-Uni. Ses travaux portent sur la philosophie politique ainsi que sur les rapports entre la politique et la religion à l’époque contemporaine.

## Biographie
Diplômé de l’Institut d’études politiques de Paris (section service public 1994), Émile Perreau-Saussine soutient une thèse de philosophie en 2000 à l’École des hautes études en sciences sociales sous la direction de Pierre Manent. 
À partir de l'an 2000, il enseigne à l’université de Cambridge en tant que professeur de l'histoire de la philosophie politique au département de politique et d'études internationales de l’université (Newton Trust; Fitzwilliam College; Pembroke College). Il était également maître de conférences à l'Institut d'études politiques de Paris et professeur invité à l'Université Paris II-Panthéon-Assas (Centre Michel Villey). 

## Publications et Prix Philippe Habert
Les publications d’Émile Perreau-Saussine, tant en français qu’en anglais, avaient commencé par une biographie remarquée d’Alasdair MacIntyre. Issu de sa thèse de doctorat, celui-ci fut couronné par le prix Philippe Habert en 2006. Suivirent de nombreux articles et conférences, portant notamment sur la politique et l’Église catholique.
Émile Perreau-Saussine était aussi l’auteur d’importantes contributions sur le nationalisme religieux et libéral au Pakistan, l’antisémitisme en France ou différents auteurs tels que saint Augustin, Tocqueville, Carl Schmitt ou Quentin Skinner. Nombre d’entre eux ont été traduits en anglais, chinois, hongrois, polonais, hébreu, etc.
Dans la mouvance libérale, avec des maîtres tels que Pierre Manent, Émile Perreau-Saussine participait au comité de rédaction de la revue Commentaire.

## Catholicisme, libéralisme, démocratie
Aux États-Unis, où il bénéficiait d'une solide réputation, son dernier manuscrit Catholic Thought in a Democratic Age doit être publié par les éditions de l’université de Princeton. Cet ouvrage (rédigé en français La pensée politique catholique à l'ère démocratique : une histoire) analyse avec finesse les conséquences de la déconfessionnalisation de l’État depuis la Révolution française. Il vise à démontrer comment ont été dépassées les grandes querelles de l'histoire religieuse en France, notamment la sécularisation du pouvoir temporel, l’impasse du gallicanisme réactionnaire, ou la laïcité ; et en déduire la place que l’Église catholique peut s’assurer dans la démocratie libérale, en s’appuyant sur les principes mêmes de cette dernière, et en apportant la sagesse nécessaire que la vie démocratique ne produit pas d’elle-même.
Émile Perreau-Saussine exposait les prémices de cette analyse en avril 2009 dans une conférence à la Fondation pour l’innovation politique, ayant pour thème l’Église catholique dans les procès contemporains de la démocratie libérale. Il en déduisait comment le catholicisme, désormais converti à la démocratie et à la liberté religieuse, apportait une indispensable modération et réfutait tout amalgame avec les différentes formes de fanatisme.

## Articles
- « Où va la politique de l’Église catholique ? » (Fondation pour l'innovation politique, octobre 2009)
- « État et religion en Angleterre », éditions Philippe Portier and Brigitte Feuillet (ed.), Droit, éthique et religion (Bruxelles, Bruylant, 2010)
- « Pakistan à la recherche d'un nationalisme religieux et libéral », Commentaire, 126, été 2009, p. 353-362
- « Heaven as a political theme in Augustine's City of God » in Markus Bockmuehl and Guy Stroumsa (ed.), Paradise in late antiquity, Cambridge U.P., 2010
- « Why Maistre Became Ultramontane », R. Lebrun, C. Armenteros (ed.), Joseph de Maistre and the Enlightenment, Voltaire Foundation, 2010
- « French Catholic political thought from the deconfessionnalisation of the state to the recognition of religious freedom », in Gareth Stedman-Jones and Ira Katznelson (ed.), Secularisation revisited: Religion and Politics (1500-2006), Cambridge U.P., 2010
- « Liquider mai 68 ? », in Les droites en France (1789-2008) (CNRS Éditions, 2008), pp. 61-68.Traduction chinoise en préparation[Quand ?].
- « Marcel Gauchet contre Tocqueville », Commentaire, 121 (vol 31), printemps 2008, p. 378-383
- « Gandhi, théoricien de la servitude volontaire. Une philosophie de la décolonisation », in Actes des journées internationales de Saint-Cyr Coëtquidan. Conférence d'éthique militaire, Presses de l'Armée de terre, 2006, pp. 131-149
- « Athéisme et politique » Critique, février 2008, no 728-729, p. 130-144
- « What remains of socialism ? », in Patrick Riordan (ed.), Values in Public life: aspects of common goods (Berlin, LIT Verlag, 2007), p. 11-34 (d'abord publié en franàçais dans  Le débat, "Ce qui reste du socialisme", novembre 2006, 142, p. 56-74, puis en néerlandais in "Socialisme, religie en morele waarden". Acta van het colloquium, UCSIA, Antwerp, 2008, p. 25-44.)
- Émile Perreau-Saussine, « Quentin Skinner in context », Review of Politics, vol. 68, no 1,‎ 2007, p. 106-122traduction en chinois in Si Xiang Shi Yan Jiu, Journal of Intellectual History, 2008
- Émile Perreau-Saussine, « Le plaidoyer de MacIntyre pour une justice naturelle », Revue française de théorie, de philosophie et de culture juridique, Droits, vol. 44,‎ 2007, p. 219-227
- In Bryan Turner (ed.), The Cambridge Dictionary of Sociology (Cambridge U.P., 2006), trois entrées : « Imperialism » (pp. 280-281), « Justice » (pp. 310-311), et « MacIntyre » (p. 346).
- « Why draw a politics from Scripture ? Bossuet and the divine right of kings », in G. Schochet, F. Oz-Salzberger, M. Jones (ed.), Political Hebraism : Judaic Sources in Early Modern Political Though (Shalem Press, 2008), p. 90-104. D'abord publié dans  Hebraic Political Studies, hiver 2006, vol. 1 (2), p. 224-237
- « Are the French Anti-Semitic? », Azure, automne 2005, pp. 162-168 (en hébreu aussi, in Tchelet, 2006)
- « Les flottements politiques du catholicisme moderne. Du néo-thomisme d’Action Française au christianisme marxiste », Communio, July 2005, vol. 30 (4), p. 101-118 (traduction en polonais dans  l'édition polonaise de Communio, 2006, 150, p. 19-36)
- « Les libéraux face aux révolutions : 1688, 1789, 1917, 1933 », Commentaire, 109, printemps 2005, pp. 181-193
- Émile Perreau-Saussine, « Une spiritualité démocratique ? », Revue française de science politique, vol. 55, no 2,‎ avril 2005, p. 299-315
- « Raymond Aron et Carl Schmitt, lecteurs de Clausewitz », Commentaire, 103, automne 2003, pp. 617-622(Traduction en hongrois dans  Politikatudomanyi Szemle, 2005, 14 (1), pp. 229-242).
- « Carl Schmitt contre la guerre juste », Commentaire, 96, hiver 2001-2002, pp. 972-973.
- « La crise du Parti Républicain », Commentaire, 87, automne 1999, pp. 739-744.